# Memorias de África (novela)
Memorias de África (en inglés: Out of Africa y en danés: Den afrikanske Farm) es un libro de memorias de Isak Dinesen, el seudónimo literario utilizado por la escritora y baronesa danesa Karen Blixen. El libro, que fue publicado en 1937, relata eventos relacionados con el período de diecisiete años que Blixen pasó en su hogar en Kenia, entonces parte de África Oriental Británica. El libro es una reflexión lírica de la vida de Blixen en su plantación de café, como así mismo un tributo a ciertas personas que causaron una impresión durante su vida en aquellas latitudes. Es también una vívida fotografía de la vida colonial en África durante las postrimerías del Imperio británico. Blixen escribió el libro en inglés y luego lo tradujo al danés.

## Contexto y antecedentes
"Yo tenía una granja en África, al pie de las colinas de Ngong..." (:"I had a farm in Africa at the foot of the Ngong Hills...")
Karen Dinesen se mudó al África Oriental Británica a finales del año 1913, a los veintiocho años de edad, para casarse con su primo segundo, el Barón Bror von Blixen-Finecke (sueco), y asentarse en la colonia británica en lo que actualmente es Kenia. El joven Barón y la Baronesa compraron un establecimiento agrícola en las colinas de Ngong a unos quince kilómetros al suroeste de Nairobi, en una zona que en aquella época estaba todavía intentando desembarazarse de sus antecedentes como depósito del Ferrocarril del Uganda Railway. 
Inicialmente los Blixen habían planeado criar ganado lechero, pero posteriormente Bror cambió de idea y desarrollaron una plantación de café.  La administración de la explotación agrícola era ejercida por europeos, incluyendo, inicialmente a Thomas un hermano de Karen —pero la mayoría de la mano de obra era provista por “squatters.”  Este era el término que en la colonia se utilizaba para designar a las personas de la tribu local Kikuyu que garantizaban a los propietarios ciento ochenta días de trabajo a cambio de una compensación monetaria y el derecho a habitar y cultivar las tierras que el propietario no explotara la cual en muchos casos, había sido simplemente su tierra antes que llegaran los británicos y la reclamaran como propia.
Cuando a consecuencia de la Primera Guerra Mundial el precio del café aumentó, la familia Blixen invirtió en este negocio, y en 1917 Karen y Bror expandieron su campo hasta abarcar 6000 acres. Las nuevas adquisiciones incluyeron el sitio en el cual se encuentra la casa que se muestra en forma tan prominente en Out of Africa.
Si bien el matrimonio de los Blixen comenzó con buenos augurios, con Karen y Bror saliendo en safaris de caza los cuales posteriormente Karen recordará como paradisíacos.  Con el transcurrir de los años el matrimonio fracasó: Bror, un cazador experimentado y de trato afable, no le era fiel a Karen y tampoco era un hombre de negocios con talento.  En 1921 se separaron, y en 1925 obtuvieron el divorcio; Karen se hizo cargo ella sola de la administración del campo.  
Ella tenía atributos apropiados para esta tarea: era independiente y capaz, amaba la tierra y gustaba de sus trabajadores nativos. Pero el clima y las condiciones del terreno de su propiedad no eran las ideales para cultivar café. El campo debió soportar varios años de sequía con niveles de producción muy bajos, y el descenso del precio del café le afectó.  Se fue endeudando más y más hasta que, en 1931, la corporación familiar la forzó a que lo vendiera. El comprador, Remi Martin, que tenía planeado subdividirlo en parcelas para construir viviendas residenciales, le ofreció a Blixen permanecer en su casa si así lo deseaba. Ella se negó a aceptar esta propuesta, y regresó a Dinamarca.
Blixen se mudó a la propiedad de su familia "Rungstedlund" y vivió allí con su madre. Retomó la carrera como escritora que había comenzado en su juventud, y que había abandonado años después. En 1934 publicó una colección de cuentos de ficción, Nine Tales ("Nueve cuentos"), conocida como Seven Gothic Tales, y en 1937 publicó las memorias sobre Kenia, Out of Africa. El título del libro probablemente estuvo inspirado en el título del poema, "Ex Africa," que escribió en 1915, mientras se recuperaba en un hospital danés de la sífilis. El título del poema es probablemente una abreviatura del famoso antiguo adagio latino (citado en sagas desde Aristóteles a Plinio y Erasmus) Ex Africa semper aliquid novi, que traducido significa “Out of Africa, always something new”  ("De África siempre proviene algo nuevo").

## Estructura y estilo
Out of Africa se divide en cinco secciones, la mayor parte de las cuales no son lineales y no reflejan ninguna cronología en particular. Las dos primeras se focalizan principalmente en los africanos que habitaban o visitaban la granja de Blixen e incluye observaciones sobre las ideas de los nativos sobre justicia o castigo a raíz de un horrible accidente con un arma. La tercera sección, titulada “Visitantes del campo”, describe alguno de los coloridos personajes locales que consideraban al campo de Blixen un sitio cálido y acogedor donde buscar reparo. El cuarto, “Notas de un inmigrante,” se compone de breves subcapítulos en los cuales Blixen reflexiona sobre la vida de un colono blanco en África.  
La quinta y última sección del libro Adiós a la Granja es la única del libro que mantiene una estructura más o menos lineal. En ella Blixen cuenta como los problemas financieros le obligaron a vender su granja y como fallecieron algunos de sus amigos más cercanos en Kenia. El libro acaba con la granja vendida y con Blixen en el Ferrocarril alejándose hacia la costa y alejándose de sus amadas colinas Ngong.
Se ha indicado que Out of Africa destaca por la melancolía y el estilo elegíaco. Judith Thurman biógrafa de Blixen emplea una frase tribal africana para describir esta característica: “oscuridad clara”.  No es un hecho menor que los relatos de Blixen abarcan las muertes de por lo menos cinco personajes importantes del libro. Con el paso de los capítulos, Blixen medita sobre sus propios sentimientos de pérdida y la nostalgia de los días vividos en África. Al describir las vicisitudes económicas que acechan el fracaso del negocio y que se ciñen sobre ella, comenta con ironía sobre la mezcla de su desánimo y negación, hasta que llegan sus últimos días y se entrega a lo inevitable.
Pero el ánimo de Blixen se alimenta de una pérdida más grande que la de su establecimiento agrícola: la pérdida de la propia Kenia. En las primeras dos décadas del siglo XX, muchos de los colonos europeos en Kenia consideraban a su hogar colonial como una especie de paraíso extemporáneo. Un explorador frecuente hace referencia a esta atmósfera como una especie de “sueño tropical neolítico".  El presidente Theodore Roosevelt, que exploró la región en 1909, la comparó con “el Pleistoceno tardío”.
Los asentamientos estaban diseminados; la vida se regía por los ritmos lentos y somnolientos de las estaciones anuales secas y de lluvias. Unos escasos miles de colonos europeos, muchos de ellos británicos con elevados niveles de educación de la aristocracia terrateniente, ejercían su dominio sobre grandes plantaciones que abarcaban decenas de miles de acres. Estos campos alojaban manadas de elefantes y cebras, y docenas de jirafas, leones, hipopótamos, leopardos, para una cultura acostumbrada a los placeres tradicionales de los aristócratas europeos, Kenia era el sueño de un cazador. Aunque los colonos impusieron las leyes británicas y el control económico sobre este nuevo dominio, ellos no se consideraban conquistadores u opresores sino bondadosos administradores de la tierra y su gente. La misma Blixen menciona en 1960 que cuando ella llega a Kenia en 1914, “las tierras altas eran verdaderamente las Felices Tierras de Caza… mientras que los pioneros vivían en tranquila armonía con los hijos de la tierra”.
Esa idea de considerar a Kenia como una especie de Utopía prehistórica dejó su marca en sus pobladores (y aún durante varias generaciones posteriores permaneció siendo un mundo imaginario idealizado). Pero para cuando Blixen estaba terminando de escribir Out of Africa a la edad de cincuenta y un años, el protectorado de Kenia de sus años de juventud era ya una cosa del pasado. El desarrollo agrícola agresivo había extendido la marca de la colonización humana, adentrándose en las extensiones habitadas por los animales salvajes; muchos de los nuevos granjeros eran oficiales del ejército de clase media reclutados mediante un programa de colonización del gobierno luego de la Primera Guerra Mundial. La popularidad de los safaris de caza, especialmente luego de la famosa expedición en 1909 de Roosevelt, habían afectado de manera considerable a las grandes manadas. Y mientras que los nubarrones de guerra amenazaban nuevamente a Europa, la colonia ganó fama por la vida disipada de intercambio de esposas, la vida disipada del "Happy Valley set" como también por ser un horizonte amodorrado del Imperio. 
En las descripciones de Blixen sobre el África que ella conoció, a menudo una nota de duelo por este irrecuperable mundo perdido acompaña sus historias de aislamiento magnífico y sobre las cualidades redentoras de una vida en contacto con la naturaleza.

## Temas
A primera vista una gran parte del libro, especialmente la sección titulada “Del diario de apuntes de un inmigrante,” parece ser una serie de episodios que poco tienen que ver entre sí organizados según la memoria de Blixen, o tal vez a partir de notas que ella realizó mientras estaba en África (en efecto, en uno de los primeros capítulos ella describe conversaciones sobre el comienzo de su libro con Kamante, su joven cocinero).
Sin embargo, una mirada más cuidadosa indica la existencia de un esquema más formal.

### Juicios
Blixen examina los detalles e implicaciones éticas de dos “juicios” distintos. El primero es africano: una reunión en su campo de gente de la tribu para dirimir el caso de un niño kikuyu que por accidente mata a su compañero de juegos y deja baldado a otro con un disparo. Este proceso pareciera estar vacío de consideraciones morales o éticas occidentales: casi toda la energía de las deliberaciones se enfoca en determinar la cantidad adecuada de compensación, en ganado, que debe pagar el padre del acusado a las familias de las víctimas. Luego, Blixen describe un juicio criminal colonial británico en Nairobi: el acusado es un colono europeo, acusado de haber causado, en forma intencional o por indiferencia, la muerte de un sirviente africano desobediente llamado Kitosch. Blixen no compara en forma directa los dos juicios, pero el contraste es fuerte.

### Contrastes y opuestos
Estos dos juicios, casi ubicados en cada extremo del libro, pueden probablemente formar parte del interés de Blixen en uno de sus conceptos preferidos: la “Unidad” de los contrastes. Tal vez la principal disquisición sobre el tema la realiza en Shadows on the Grass, que escribió treinta años después de abandonar Kenia:

«Dos unidades homogéneas nunca podrán formar un todo… Hombre y mujer se vuelven uno… Un botón y un ojal forman una Unidad, un cierre, pero dos botones no sirven para nada.  Un guante para la mano derecha junto con su contraste el guante de la mano izquierda forman un todo, un par de guantes; pero dos guantes derechos son inservibles.»

La vida en África le brindó numerosos ejemplos de estas dualidades contrastantes: poblado y campo, estación seca y estación de lluvias, musulmán y cristiano. Sin embargo su tema constante es el contraste entre lo africano y lo europeo.

### Africanos
Blixen dedica mucha de la energía en Out of Africa a tratar de captar para el lector el carácter de los africanos que viven en o cerca de su campo, y los esfuerzos de los colonos europeos (incluida ella) por coexistir con ellos.
Aunque no cabe duda de que se encontraba en la posición de un señor de la tierra feudal, con un gran poder sobre sus inquilinos, Blixen destacaba por ser respetuosa y tener relaciones amables con los africanos – una característica que la hacía sospechosa frente a los otros colonos en la medida que crecían las tensiones entre europeos y africanos. «Éramos buenos amigos [escribe sobre sus trabajadores y sirvientes]. Finalmente terminé aceptando que mientras que yo nunca podría llegar a entenderlos o conocerlos completamente, ellos me conocían a mí del derecho y del revés.»
Pero Blixen comprende —y delinea con maestría— las diferencias entre la cultura de los Kikuyu que trabajan en su campo y que crían y comercian con sus propias ovejas y ganado, y aquella de los Maasai, una cultura de guerreros volátiles nómadas ganaderos que viven en una reserva tribal asignada al sur del campo. Blixen también describe con cierto detalle las vidas de los musulmanes somalíes que inmigraron desde Somalia para trabajar en Kenia, y la de unos pocos miembros de la minoría mercantil india que desempeñaron un rol importante en el desarrollo inicial de la colonia.

## Sombras en la hierba
En 1961, a la edad de 76 años, Blixen publicó Sombras en la Hierba (Shadows on the Grass), un breve compendio de recopilaciones posteriores sobre sus días en África. Muchos de los personajes y eventos de Memorias de África aparecen de nuevo en este libro. Debido a su brevedad y a su contenido muy similar; Sombras en la Hierba ha sido publicado en recientes reediciones en volúmenes combinados con Memorias de África.

## Adaptación al cine
En 1985, Sydney Pollack dirigió una película basada en esta obra, con Meryl Streep y Robert Redford como protagonistas.
La película no es una adaptación literal del libro, sino más bien una historia de amor. El guion fue escrito por Kurt Luedtke basándose en gran medida en dos biografías de Blixen, siendo un relato cronológico comprimido del período de Blixen en Kenia que se concentra particularmente en su matrimonio con problemas y su relación con Finch Hatton. La película incluye algunos fragmentos de narración poética de Blixen y algunos de los episodios relatados en el libro, tales como la tarea que realiza Blixen de dirigir carromatos de suministro durante la guerra, el incendio del campo y sus problemas financieros, y sus desvelos por encontrarles un hogar a sus campesinos kikuyu. La mayoría de los personajes principales son llamados por sus nombres reales, si bien se han realizado cambios substanciales en cuanto a algunos de los detalles.
Out of Africa ganó siete premios Oscar, incluido Mejor Película, Mejor Director y Mejor adaptación cinematográfica.